# Tomasz Borkowski (urzędnik)
Tomasz Borkowski (ur. 19 grudnia 1958) – polski funkcjonariusz służb specjalnych (ABW, UOP) i urzędnik państwowy, w latach 2011–2015 Sekretarz Kolegium do Spraw Służb Specjalnych.

## Życiorys
W okresie Polskiej Rzeczypospolitej Ludowej był działaczem opozycji. Przez wiele lat był funkcjonariuszem Agencji Bezpieczeństwa Wewnętrznego i Urzędu Ochrony Państwa w stopniu oficera. Później był dyrektorem Biura Kolegium do Spraw Służb Specjalnych. 12 grudnia 2011 został Sekretarzem Kolegium do Spraw Służb Specjalnych, odwołany z funkcji w 2015. 6 grudnia 2017 przesłuchany w charakterze świadka przed komisją śledczą ds. Amber Gold.